# 菊地康典
菊地 康典（きくち やすのり、1939年8月10日 -）は、日本の外交官。内閣官房内閣審議官、メルボルン総領事等を経て、1993年から駐フィジー特命全権大使を務めた。

## 人物・経歴
武蔵高等学校を経て、1963年一橋大学法学部卒業、外務省入省、在アメリカ合衆国日本国大使館外交官補。インディアナ大学でソ連を専攻し、1966年在ソビエト連邦日本国大使館三等書記官。1973年在オーストラリア日本国大使館二等書記官。1974年同一等書記官。1976年在ケニア日本国大使館一等書記官。
1978年外務省国際連合局軍縮課長。1981年国防会議事務局参事官。1982年在ユーゴスラヴィア日本国大使館参事官。1983年在ブラジル日本国大使館参事官。1985年在ノルウェー日本国大使館参事官。1987年在ノルウェー日本国大使館公使。
1988年内閣官房内閣審議官（内閣外政審議室）、内閣官房インドシナ難民対策連絡調整会議事務局長。1991年メルボルン総領事、メルボルン日本人会名誉会長。1993年駐フィジー特命全権大使。駐キリバス特命全権大使も兼務し、キリバスとの間で第二次離島漁業振興計画のための贈与に関する贈与の取決めを締結するなどした。2014年瑞宝中綬章受章。